# 西塚智光
西塚 智光（にしづか ともみつ、1939年生まれ）は日本の作曲家、作詞家、著作家、画家、小学校元音楽教諭である。

## 人物
西塚は、1970年代から小学校の音楽教育の現場で、児童に初歩的な和声学を教え、教科書に載っている曲に和声的な伴奏を付けられるように指導していた。また、教育用に異名同音をなくす西塚式の音名を提唱した。児童が歌を音名で歌ったりリコーダーなどの器楽演奏を行う場合の混乱をなくす目的であった。
1980年代～1990年代には教科書に載っている曲だけでなく、流行している楽曲にイントロダクションやエンディングを作曲させる指導を行い成果を上げた。
西塚は自らの教育の成果を『教育音楽 小学版』（音楽之友社）で発表したところ、多くの教育関係者が問い合わせや指導を仰ぎに来たため、手に負えなくなり、ビデオで指導の様子を録画し、それを見せて納得させるようにしていた。

## 教鞭を取った学校
- 東京都東村山市立南台小学校
- 東京都東村山市立富士見小学校
- 東京都東村山市立北山小学校
- 東京都東大和市立第四小学校

## 著書
- 『小学生の生き生きアンサンブル―電子楽器を活用した音楽授業』、音楽之友社、1998年12月10日、ISBN 978-4276315679。
- 『ナンナとミックィ』、碧天舎、ISBN 9784883468287。

## 作品
- 孫と爺さまの歌 - 作詞・作曲・絵
- 東京都西東京市立けやき小学校校歌「けやきのように」 - 作曲